# Hiszpańskie odznaczenia
| Baretka                                                        | Nazwa |
| Ordery dynastyczne monarchów hiszpańskich                      | Ordery dynastyczne monarchów hiszpańskich |
| -------------------------------------------------------------- | --- |
|                                                                | Order Złotego Runa (Orden del Toisón de Oro) |
|                                                                | Order Królowej Marii Luizy (Orden de la Reina María Luisa) |
| Kolejność starszeństwa personelu wojskowego                    | |
|                                                                | Order św. Ferdynanda – Krzyż Wielki z Wieńcem Laurowym (Orden de San Fernando – Gran Cruz Laureada)                                                                                     |
|                                                                | Order św. Ferdynanda – Krzyż z Wieńcem Laurowym (Orden de San Fernando – Cruz Laureada)                                                                                                 |
|                                                                | Medal Wojskowy (Medalla Militar) |
|                                                                | Krzyż Wojenny (Cruz de Guerra) |
|                                                                | Medal Armii (Medalla del Ejército) |
|                                                                | Medal Morski (Medalla Naval) |
|                                                                | Medal Lotniczy (Medalla Aérea) |
|                                                                | Krzyż Wielki Zasługi Wojskowej z Odznaką Czerwoną (Gran Cruz Merito Militar con Distintivo Rojo)                                                                                        |
|                                                                | Krzyż Wielki Zasługi Wojskowej z Odznaką Niebieską (Gran Cruz Merito Militar con Distintivo Azul)                                                                                       |
|                                                                | Krzyż Wielki Zasługi Wojskowej z Odznaką Żółtą (Gran Cruz Merito Militar con Distintivo Amarillo)                                                                                       |
|                                                                | Krzyż Wielki Zasługi Wojskowej z Odznaką Białą (Gran Cruz Merito Militar con Distintivo Blanco)                                                                                         |
|                                                                | Krzyż Wielki Zasługi Morskiej z Odznaką Czerwoną (Gran Cruz Merito Naval con Distintivo Rojo)                                                                                           |
|                                                                | Krzyż Wielki Zasługi Morskiej z Odznaką Niebieską (Gran Cruz Merito Naval con Distintivo Azul)                                                                                          |
|                                                                | Krzyż Wielki Zasługi Morskiej z Odznaką Żółtą (Gran Cruz Merito Naval con Distintivo Amarillo)                                                                                          |
|                                                                | Krzyż Wielki Zasługi Morskiej z Odznaką Białą (Gran Cruz Merito Naval con Distintivo Blanco)                                                                                            |
|                                                                | Krzyż Wielki Zasługi Lotniczej z Odznaką Czerwoną (Gran Cruz Merito Aeronautico con Distintivo Rojo)                                                                                    |
|                                                                | Krzyż Wielki Zasługi Lotniczej z Odznaką Niebieską (Gran Cruz Merito Aeronautico con Distintivo Azul)                                                                                   |
|                                                                | Krzyż Wielki Zasługi Lotniczej z Odznaką Żółtą (Gran Cruz Merito Aeronautico con Distintivo Amarillo)                                                                                   |
|                                                                | Krzyż Wielki Zasługi Lotniczej z Odznaką Białą (Gran Cruz Merito Aeronautico con Distintivo Blanco)                                                                                     |
|                                                                | Order św. Hermenegilda – Krzyż Wielki (Orden de San Hermenegildo – Gran Cruz) |
|                                                                | Order św. Hermenegilda – Komandor z Gwiazdą (Orden de San Hermenegildo – Placa) |
|                                                                | Order św. Hermenegilda – Komandor (Orden de San Hermenegildo – Encomienda) |
|                                                                | Krzyż Zasługi Wojskowej z Odznaką Czerwoną (Cruz Merito Militar con Distintivo Rojo) |
|                                                                | Krzyż Zasługi Wojskowej z Odznaką Niebieską (Cruz Merito Militar con Distintivo Azul)                                                                                                   |
|                                                                | Krzyż Zasługi Wojskowej z Odznaką Żółtą (Cruz Merito Militar con Distintivo Amarillo)                                                                                                   |
|                                                                | Krzyż Zasługi Wojskowej z Odznaką Białą (Cruz Merito Militar con Distintivo Blanco) |
|                                                                | Krzyż Zasługi Morskiej z Odznaką Czerwoną (Cruz Merito Naval con Distintivo Rojo) |
|                                                                | Krzyż Zasługi Morskiej z Odznaką Niebieską (Cruz Merito Naval con Distintivo Azul) |
|                                                                | Krzyż Zasługi Morskiej z Odznaką Żółtą (Cruz Merito Naval con Distintivo Amarillo) |
|                                                                | Krzyż Zasługi Morskiej z Odznaką Białą (Cruz Merito Naval con Distintivo Blanco) |
|                                                                | Krzyż Zasługi Lotniczej z Odznaką Czerwoną (Cruz Merito Aeronautico con Distintivo Rojo)                                                                                                |
|                                                                | Krzyż Zasługi Lotniczej z Odznaką Niebieską (Cruz Merito Aeronautico con Distintivo Azul)                                                                                               |
|                                                                | Krzyż Zasługi Lotniczej z Odznaką Żółtą (Cruz Merito Aeronautico con Distintivo Amarillo)                                                                                               |
|                                                                | Krzyż Zasługi Lotniczej z Odznaką Białą (Cruz Merito Aeronautico con Distintivo Blanco)                                                                                                 |
|                                                                | Order św. Hermenegilda – Kawaler (Orden de San Hermenegildo – Caballero) |
|                                                                | Złoty Krzyż za Długoletnią Służbę (Cruz de Oro a la Constancia en el Servicio) |
|                                                                | Srebrny Krzyż za Długoletnią Służbę (Cruz de Plata a la Constancia en el Servicio) |
|                                                                | Brązowy Krzyż za Długoletnią Służbę (Cruz de Bronce a la Constancia en el Servicio) |
| różne                                                          | medale organizacji międzynarodowych, których Hiszpania jest członkiem |
| różne                                                          | medale kampanii i pamiątkowe wg daty nadania |
|                                                                | Order Karola III – Łańcuch (Orden de Carlos III – Collar) |
|                                                                | Order Karola III – Krzyż Wielki (Orden de Carlos III – Gran Cruz) |
|                                                                | Order Karola III – Komandor Numerowany (Orden de Carlos III – Encomienda de Número) |
|                                                                | Order Karola III – Komandor (Orden de Carlos III – Encomienda) |
|                                                                | Order Karola III – Krzyż Kawalerski (Orden de Carlos III – Cruz de Caballero) |
|                                                                | Order Izabeli Katolickiej – Łańcuch (Orden de Isabel la Católica – Collar) |
|                                                                | Order Izabeli Katolickiej – Krzyż Wielki (Orden de Isabel la Católica – Gran Cruz) |
|                                                                | Order Izabeli Katolickiej – Komandor Numerowany (Orden de Isabel la Católica – Encomienda de Número)                                                                                    |
|                                                                | Order Izabeli Katolickiej – Komandor (Orden de Isabel la Católica – Encomienda) |
|                                                                | Order Izabeli Katolickiej – Krzyż Oficerski (Orden de Isabel la Católica – Cruz de Oficial)                                                                                             |
|                                                                | Order Izabeli Katolickiej – Krzyż (Orden de Isabel la Católica – Cruz) |
|                                                                | Order Izabeli Katolickiej – Krzyż Srebrny (Orden de Isabel la Católica – Cruz de Plata)                                                                                                 |
|                                                                | Order Izabeli Katolickiej – Medal Srebrny (Orden de Isabel la Católica – Medalla de Plata)                                                                                              |
|                                                                | Order Izabeli Katolickiej – Medal Brązowy (Orden de Isabel la Católica – Medalla de Bronce)                                                                                             |
| różne                                                          | pozostałe hiszpańskie odznaczenia cywilne wg daty nadania |
| różne                                                          | zagraniczne odznaczenia noszone na wstążkach wg daty nadania |
| Medale organizacji międzynarodowych (autoryzowane)             | |
|                                                                | Medal Organizacji Narodów Zjednoczonych (UNAVEM) |
|                                                                | Medal Organizacji Narodów Zjednoczonych (ONUCA) |
|                                                                | Medal Organizacji Narodów Zjednoczonych (ONUSAL) |
|                                                                | Medal Organizacji Narodów Zjednoczonych (UNPROFOR) |
|                                                                | Medal Organizacji Narodów Zjednoczonych (ONUMOZ) |
|                                                                | Medal Organizacji Narodów Zjednoczonych (UNMIH) |
|                                                                | Medal Organizacji Narodów Zjednoczonych (MINUGUA) |
|                                                                | Medal Organizacji Narodów Zjednoczonych (UNMIBH) |
|                                                                | Medal Organizacji Narodów Zjednoczonych (MONUC) |
|                                                                | Medal Organizacji Narodów Zjednoczonych (UNMEE) |
|                                                                | Medal Organizacji Narodów Zjednoczonych (UNMIL) |
|                                                                | Medal Organizacji Narodów Zjednoczonych (ONUB) |
|                                                                | Medal Organizacji Narodów Zjednoczonych (Służba Ogólna) |
|                                                                | Medal Organizacji Narodów Zjednoczonych (Służby Specjalne) |
|                                                                | Medal Organizacji Traktatu Północnoatlantyckiego (Była Jugosławia) |
|                                                                | Medal Organizacji Traktatu Północnoatlantyckiego (Kosowo) |
|                                                                | Medal Organizacji Traktatu Północnoatlantyckiego (Macedonia) |
|                                                                | Medal Organizacji Traktatu Północnoatlantyckiego (Bez Art 5 Bałkany) |
|                                                                | Medal Organizacji Traktatu Północnoatlantyckiego (Bez Art 5 ISAF) |
|                                                                | Medal Wspólnoty Europejskiej za Misję Obserwacyjną w byłej Jugosławii (ECMM) – 1991-2000                                                                                                |
|                                                                | Medal Unii Europejskiej za Misję Obserwacyjną w byłej Jugosławii (EUMM) – od 2000 |
|                                                                | Medal Służby na Misji Unii Zachodnioeuropejskiej (WZE) |
|                                                                | Medal Wspólnej Polityki Bezpieczeństwa i Obrony (EPBiO) – Służba Ogólna |
|                                                                | Medal Wspólnej Polityki Bezpieczeństwa i Obrony (EPBiO) – Sztab Generalny |
|                                                                | Medal Służby w EUROFOR (EUROFOR Service Medal) |
| Medale kampanii i pamiątkowe                                   | |
|                                                                | Medal Kampanii (Medalla de Campaña) – 2018 |
|                                                                | Medal Sahary – strefa bojowa (Medalla del Sáhara – zona de combate) – 1977-2003 |
| (w przygot.)                                                   | Medal Sahary – teatry operacyjne (Medalla del Sáhara – teatro de operaciones) – 1977-2003                                                                                               |
|                                                                | Medal Sahary – administracja centralna (Medalla del Sáhara – administración central) – 1977-2003                                                                                        |
| Odznaczenia cywilne                                            | |
|                                                                | Order Zasługi Cywilnej – Łańcuch (Orden del Mérito Civil – Collar) |
|                                                                | Order Zasługi Cywilnej – Krzyż Wielki (Orden del Mérito Civil – Gran Cruz) |
|                                                                | Order Zasługi Cywilnej pozostałe klasy (Orden del Mérito Civil) |
|                                                                | Order Cywilny Alfonsa X Mądrego I i II klasy (Orden Civil de Alfonso X el Sabio) |
|                                                                | Order Cywilny Alfonsa X Mądrego pozostałe klasy (Orden Civil de Alfonso X el Sabio) |
|                                                                | Order Krzyża św. Rajmunda z Penafort – Krzyż Wielki (Gran Cruz) |
|                                                                | Order Krzyża św. Rajmunda z Penafort pozostałe klasy (Orden de la Cruz de San Raimundo de Peñafort)                                                                                     |
|                                                                | Order Zasługi Konstytucyjnej (Orden del Mérito Constitucional) |
|                                                                | Order Cywilny Solidarności Społecznej (Orden Civil de la Solidaridad Social) |
|                                                                | Order Cywilny Służby Zdrowia – Krzyż Wielki (Orden Civil de Sanidad – Gran Cruz) |
|                                                                | Order Cywilny Służby Zdrowia – Komandor (Orden Civil de Sanidad – Comendador) |
|                                                                | Order Cywilny Służby Zdrowia – Kawaler (Orden Civil de Sanidad – Caballero) |
|                                                                | Order Cywilny Zasługi Telekomunikacyjnej (Orden Civil del Mérito Telecomunicaciones) |
|                                                                | Order Cywilny Zasługi Pocztowej (Orden Civil del Mérito Postal) |
|                                                                | Order Zasługi dla Rolnictwa, Rybołówstwa i Żywności I klasy (Orden del Mérito Agrario, Pesquero y Alimentario)                                                                          |
|                                                                | Order Zasługi dla Rolnictwa, Rybołówstwa i Żywności pozostałe klasy (Orden del Mérito Agrario, Pesquero y Alimentario)                                                                  |
|                                                                | Order Sztuki i Literatury Hiszpanii (Orden de las Artes y las Letras de España) |
|                                                                | Order Królewski Zasługi Sportowej I klasy (Real Orden del Mérito Deportivo) |
|                                                                | Order Królewski Zasługi Sportowej pozostałe klasy (Real Orden del Mérito Deportivo) |
|                                                                | Order Zasługi dla Narodowego Planu Narkotykowego (Orden al Mérito del Plan Nacional sobre Drogas)                                                                                       |
|                                                                | Order Cisneros (Orden de Cisneros) |
|                                                                | Order Cywilny Uznania dla Ofiar Terroryzmu (Orden de Reconocimiento Civil a las Víctimas del Terrorismo)                                                                                |
|                                                                | Order Cywilny Zasługi dla Środowiska (Orden Civil del Mérito Medioambiental) |
|                                                                | Order Zasługi Gwardii Cywilnej – Krzyż Wielki (Orden del Mérito de la Guardia Civil – Gran Cruz)                                                                                        |
|                                                                | Order Zasługi Gwardii Cywilnej – Krzyż Złoty (Orden del Mérito de la Guardia Civil – Cruz de Oro)                                                                                       |
|                                                                | Order Zasługi Gwardii Cywilnej – Krzyż Srebrny (Orden del Mérito de la Guardia Civil – Cruz de Plata)                                                                                   |
|                                                                | Order Zasługi Gwardii Cywilnej – Krzyż z Odznaką Czerwoną (Orden del Mérito de la Guardia Civil – Cruz con Distintivo Rojo)                                                             |
|                                                                | Order Zasługi Gwardii Cywilnej – Krzyż z Odznaką Białą (Orden del Mérito de la Guardia Civil – Cruz con Distintivo Blanco)                                                              |
|                                                                | Order Zasługi Policyjnej – Krzyż z Odznaką Czerwoną (Orden Merito Policial – Cruz con Distintivo Rojo)                                                                                  |
|                                                                | Order Zasługi Policyjnej – Krzyż z Odznaką Białą (Orden Merito Policial – Cruz con Distintivo Blanco)                                                                                   |
|                                                                | Order Zasługi Policyjnej – Złoty Medal (Orden Merito Policial – Medalla de Oro) |
|                                                                | Order Zasługi Policyjnej – Srebrny Medal (Orden Merito Policial – Medalla de Plata) |
|                                                                | Odznaka za Poświęcenie w Służbie Policyjnej – Gwiazda (Condecoración a la Dedicación al Servicio Policial – Placa)                                                                      |
|                                                                | Odznaka za Poświęcenie w Służbie Policyjnej – Komandoria (Condecoración a la Dedicación al Servicio Policial – Encomienda)                                                              |
|                                                                | Odznaka za Poświęcenie w Służbie Policyjnej – Krzyż (Condecoración a la Dedicación al Servicio Policial – Cruz)                                                                         |
|                                                                | Odznaka za Poświęcenie w Służbie Policyjnej – Medal (Condecoración a la Dedicación al Servicio Policial – Medalla)                                                                      |
|                                                                | Medal Zasługi Turystycznej (Medalla al Merito Turistico) |
|                                                                | Medal Zasługi dla Sztuk Pięknych (Medalla al Mérito de las Bellas Artes) |
|                                                                | Medal Zasługi w Pracy (Medalla al Mérito en el Trabajo) |
| (w przygot.)                                                   | Medal Zasługi Badawczej i Edukacji Uniwersyteckiej (Medalla al Mérito en la Investigación y en la Educación Universitaria)                                                              |
| (w przygot.)                                                   | Medal Zasługi Filatelistycznej (Medalla al Mérito Filatélico) |
| (w przygot.)                                                   | Medal Zasługi Krótkofalowców (Medalla al Mérito de la Radioafición) |
| (w przygot.)                                                   | Medal i Gwiazda Zasługi Transportu Ziemnego (Medalla y Placa al Mérito del Transporte Terrestre)                                                                                        |
| (w przygot.)                                                   | Medal Honorowy Emigracji (Medalla de Honor de la Emigración) |
| (w przygot.)                                                   | Medal Ubezpieczenia Społecznego (Medalla de la Seguridad Social) |
| (w przygot.)                                                   | Medal Instytutu Kultury Hiszpańsko-Arabskiej (Medalla del Instituto Hispano-Arabe de Cultura)                                                                                           |
| (w przygot.)                                                   | Medal Zasługi Ochrony Cywilnej (Medalla al Mérito de la Protección Civil) |
| (w przygot.)                                                   | Medal Plus Ultra (Medalla Plus Ultra) |
| (w przygot.)                                                   | Medal Zasługi Ubezpieczeniowej (Medalla al Mérito en el Seguro) |
| (w przygot.)                                                   | Medal Zasługi Penitencjarnej (Medalla al Mérito Penitenciario) |
| (w przygot.)                                                   | Medal Zasługi Oszczędnościowej (Medalla al Mérito en el Ahorro) |
|                                                                | Medal Hiszpańskiego Czerwonego Krzyża (Medalla de la Cruz Roja Española) |
| Ordery (zgromadzenia) rycerskie                                | |
|                                                                | Order św. Jakuba od Miecza (Orden de Santiago) – 1170 |
|                                                                | Order Kalatrawy (Orden de Calatrava) – 1158 |
|                                                                | Order Alcántary (Orden de Alcántara) – 1156 |
|                                                                | Order Montesy (Orden de Montesa) – 1319 |
| Odznaczenia dawne, zniesione, wygasłe i aktualnie nie nadawane | |
| nd.                                                            | Order Siekiery (Orden del Hacha) – 1149 |
|                                                                | Order Królewski Hiszpanii (Orden Real de España) – 1808-1813 |
|                                                                | Order Izabeli II (Orden de Isabel II) – 1833-1875 |
|                                                                | Order Cywilny Dobroczynności (Orden Civil de Beneficencia) – 1856-1989 |
| różne                                                          | Order Cywilny Marii Wiktorii (Orden Civil de María Victoria) – 1871-1875 |
|                                                                | Order wojskowy Marii Krystyny (Orden Militar de María Cristina) – 1889–1931 |
|                                                                | Order morski Marii Krystyny (Orden Naval de María Cristina) – 1891-1931 |
|                                                                | Order Cywilny Alfonsa XII (Orden Civil de Alfonso XII) – 1902-1931 |
|                                                                | Order Cywilny Zasługi Rolniczej (Orden Civil del Mérito Agrícola) – 1905-1981 |
|                                                                | Order Republiki Hiszpańskiej (Orden de la República Española) – 1932-1939 |
|                                                                | Order Cywilny Afryki (Orden Civil de África) – 1933-1977 |
|                                                                | Order Imperialny Jarzma i Strzał (Orden Imperial del Yugo y las Flechas) – 1937-1975 |
|                                                                | Krzyż za Epidemie (Cruz de Epidemias) – 1829-1910 |
|                                                                | Medal Cierpień dla Ojczyzny za rany i kontuzje z ręki wroga w czasie wojny (Medalla de Sufrimientos por la Patria heridos o lesionados por el enemigo en tiempo de guerra) – 1814-2003  |
|                                                                | Medal Cierpień dla Ojczyzny za pozostałe rany i kontuzje w czasie wojny (Medalla de Sufrimientos por la Patria heridos o lesionados en tiempo de guerra en otros supuestos) – 1814-2003 |
|                                                                | Medal Cierpień dla Ojczyzny za rany i kontuzje w czasie pokoju (Medalla de Sufrimientos por la Patria heridos o lesionados en tiempo de paz) – 1814-2003                                |
|                                                                | Medal Cierpień dla Ojczyzny dla jeńców wojennych (Medalla de Sufrimientos por la Patria prisioneros de guerra) – 1814-2003                                                              |
|                                                                | Medal Cierpień dla Ojczyzny dla rodzin zabitych i zaginionych (Medalla de Sufrimientos por la Patria familiares de muertos o desaparecidos) – 1814-2003                                 |
| (w przygot.)                                                   | Medal za Ratowanie Rozbitków (Medalla del Salvamento de Náufragos) – 1880-1931 |
|                                                                | Medal Więziennictwa (Medalla Penitenciaria) – 1901-1996 |
|                                                                | Medal Pamiątkowy Koronacji Alfonsa XIII (Medalla Conmemorativa de la Coronación de Alfonso XIII) – 1902                                                                                 |
|                                                                | Medal Alfonsa XIII na Pamiątkę Złożenia Przysięgi przez Króla (Medalla de Alfonso XIII para Conmemorar el Acto de la Jura del Rey) – 1902                                               |
|                                                                | Medal Regencji (Medalla de la Regencia) – 1903 |
|                                                                | Medal Pokoju w Maroku (Medalla de la Paz de Marruecos) – 1909-1927 |
|                                                                | Medal Kampanii 1936–1939 bojowy (Medalla de la Campaña 1936-1939) – 1937 |
|                                                                | Medal Kampanii 1936–1939 tyłowy (Medalla de la Campaña 1936-1939) – 1937 |
|                                                                | Odznaka Madrycka z Wieńcem Laurowym (Placa Laureada de Madrid) – 1937 |
|                                                                | Medal za Dzielność (Medalla del Valor) – 1938 |
|                                                                | Medal Wolności (Medalla de la Libertad) – 1938 |
|                                                                | Medal Obowiązku (Medalla del Deber) – 1938 |
|                                                                | Medal Cierpień dla Ojczyzny (Medalla de Sufrimientos por la Patria) – 1938 |
|                                                                | Medal Drugiej Wojny o Niepodległość (Medalla de la Segunda Guerra de la Independencia) – 1938                                                                                           |
|                                                                | Medal Okaleczonych w czasie wojny (Medalla del Mutilado tiempo de guerra) – 1938-1989                                                                                                   |
|                                                                | Medal Kampanii w Rosji (Medalla de la Campaña de Rusia) – 1943 |
|                                                                | Medal Ifni-Sahary (Medalla de Ifni-Sáhara) – 1958 |
|                                                                | Krzyż 25-lecia Pokoju (Cruz de los XXV Años de Paz) – 1964 |
|                                                                | Medal Okaleczonych w czasie pokoju (Medalla del Mutilado tiempo de paz) – 1977-1989 |
|                                                                | Medal Zasługi Gwardii Cywilnej (Medalla al Mérito de la Guardia Civil) – 1976-2012 |
|                                                                | Medal Ochotników z Pospolitego Ruszenia (Medalla de los Somalenes) |
|                                                                | Krzyż Obrony Fortecy Ampurias (Cruz de la Defensa de Ampurias) |
|                                                                | Krzyż Obrony Kastylii (Cruz de la Defensa de Castilla ) |
|                                                                | Krzyż Bitwy pod Almonacid 1809 (Cruz de la Batalla de Almonacid 1809) |
|                                                                | Krzyż 1-ej Armii 1811 (Cruz de Primer Ejército 1811) |
|                                                                | Krzyż Akcji pod Otrel (Cruz de la Acción de Otrel) |
|                                                                | Krzyż Obrony Tarragony (Cruz de la Defensa de Tarragona) |
|                                                                | Krzyż Wypadków pod Aranjuez 1809 (Cruz de los Hechos de Aranjuez 1809) |
|                                                                | Krzyż Obrońców Villaciervos 1823 (Cruz de los Defensores de Villaciervos 1823) |
|                                                                | Krzyż Bitwy pod Alcolea 1808 (Cruz de la Batalla de Alcolea 1808) |
|                                                                | Krzyż Obrony Madrytu 1808 (Cruz de la Defensa de Madrid 1808) |
|                                                                | Krzyż Zdobycia Villafranca del Vierzo 1809 (Cruz de la Toma de Villafranca del Vierzo 1809)                                                                                             |
|                                                                | Krzyż Bitwy pod Menjibar 1808 (Cruz de la Batalla de Menjibar 1808) |
|                                                                | Krzyż Waleczności za Zdobycie Cartageny 1814 (Cruz del Valor en la Toma de Cartagena 1814)                                                                                              |
|                                                                | Krzyż Bitwy pod Medina del Campo 1809 (Cruz de la Batalla de Medina del Campo 1809) |
|                                                                | Krzyż Bitwy pod Tamanes 1809 (Cruz de la Batalla de Tamanes 1809) |
|                                                                | Krzyż Zasłużonych przy Ucieczce do Portugalii (Cruz de Méritos de la Fuga de Portugal)                                                                                                  |
|                                                                | Krzyż Armii Ekstramandurskiej (Cruz del Ejército de Extremandura) |
|                                                                | Krzyż Obrony Asturii 1808 (Cruz de la Defensa de Asturias 1808) |
|                                                                | Krzyż Oblężenia Pamplony 1813-1814 (Cruz de la Defensa de Pamplona 1813-1814) |
|                                                                | Krzyż Obrony Taryfy 1811 (Cruz de la Defensa de Tarifa 1811) |
|                                                                | Krzyż Bitwy pod Valls 1809 (Cruz de la Batalla de Valls 1809) |
|                                                                | Krzyż Obrony Astrogi 1810 (Cruz del Sitio de Astroga 1810) |
|                                                                | Krzyż Obrony Zamku San Lorenzo del Puntal 1814 (Cruz de la Defensa del Castillo de San Lorenzo del Puntal 1814)                                                                         |
|                                                                | Krzyż 7-ej Armii Generała Mendizabal (Cruz del 7-° Ejército del General Mendizabal) |
|                                                                | Krzyż 3-ej Armii Kadyks (Cruz del 3-° Ejército Cadiz) |
|                                                                | Krzyż 2-ej Armii Murcja (Cruz de 2-° Ejército Murcia) |
|                                                                | Krzyż 1-ej Armii Katalonia (Cruz del 1-° Ejército Cataluña) |
|                                                                | Krzyż Bitwy pod Allenfera 1811 (Cruz de la Batalla de Allenfera 1811) |
|                                                                | Krzyż Bitwy pod Alcaniz (Cruz de la Batalla de Alcañiz) |
|                                                                | Krzyż Powtórnego Zdobycia Sewilli 1811 (Cruz de la Segunda Toma de Sevilla 1811) |
|                                                                | Krzyż Bitwy pod Tolozą 1811 (Cruz de la Batalla de Tolosa 1811) |
|                                                                | Krzyż Armii Andaluzyjskiej (Cruz de Ejército de Andali) |
|                                                                | Krzyż Obrony Ciudad Rodrigo 1810 (Cruz de la Defensa de Ciudad Rodrigo 1810) |
|                                                                | Krzyż Bitwy pod San Marcial 1813 (Cruz de la Batalla de San Marcial 1813) |
|                                                                | Krzyż Obrony Saragossy 1808-1809 (Cruz de la Defensa de Zaragoza 1808-1809) |
|                                                                | Krzyż Bitwy pod Ordal 1813 (Cruz de la Batalla de Ordal 1813) |
|                                                                | Krzyż Obrony Lerin 1808 (Cruz de la Defensa Lerin 1808) |
|                                                                | Krzyż Akcji pod Talawera 1809 (Cruz de la Acción de Talavera 1809) |
|                                                                | Krzyż Obrony Gerony 1809 (Cruz de la Defensa Gerona 1809) |
|                                                                | Krzyż Wojsk Generała La Romanesa – Kampania Północna 1809 (Cruz del Ejército del General La Romanesa – Campaña del Norte 1809)                                                          |
|                                                                | Krzyż Kapitulacji Bajlen 1808 (Cruz de la Capitulación de Bailen 1808) |
|                                                                | Krzyż Hiszpanów Uwięzionych w Zamku San Lorenzo 1814 (Cruz de los Españolas Presos en el Castillo de San Lorenzo 1814)                                                                  |
|                                                                | Krzyż Więźniów Cywilnych (Cruz de los Prisioneros Civiles) |
|                                                                | Medal Pamiątkowy Więźniów Wojennych (Medalla Conmemorativa de los Prisioneros de Guerra)                                                                                                |
|                                                                | Odznaka Pomagających Królowi w Ucieczce za Granicę 1814 (Distinción a los Ayudantes del Rey en su Fuga al Extranjero 1814)                                                              |
|                                                                | Medal Pamiątkowy Stulecia Oblężeń Saragossy (Medalla Conmemorativa del Centenario de los Sitos de Zaragoza)                                                                             |
|                                                                | Medal Pamiątkowy Stulecia Szturmu i Bombardowania Briguega (Medalla Conmemorativa del Centenario del Asallo y Bombardeo de Brihuega)                                                    |
|                                                                | Medal Pamiątkowy Stulecia Akcji pod Bruch (Medalla Conmemorativa del Centenario de la Acción del Bruch)                                                                                 |
|                                                                | Medal Pamiątkowy Stulecia Konstytucji i Oblężenia Cortez de Cádiz (Medalla Conmemorativa del Centenario de la Constitutión y Sitio de Cádiz)                                            |
|                                                                | Medal Pamiątkowy Stulecia Bitwy pod Villaviciosa (Medalla Conmemorativa del Centenario de la Batalla de Villaviciosa)                                                                   |
|                                                                | Medal Pamiątkowy Stulecia Oblężenia Ciudad Rodrigo (Medalla Conmemorativa del Centenario del Sitio de Ciudad Rodrigo)                                                                   |
|                                                                | Medal Pamiątkowy Stulecia Oblężenia San Sebastian (Medalla Conmemorativa del Centenario del Sitio de San Sebastian)                                                                     |
|                                                                | Medal Pamiątkowy Stulecia Oblężeń Astrogi (Medalla Conmemorativa del Centenario de los Sitios de Astroga)                                                                               |
|                                                                | Medal Pamiątkowy Stulecia Ponownego Zdobycia Vigo (Medalla Conmemorativa del Centenario de la Reconquista de Vigo)                                                                      |
|                                                                | Medal Pamiątkowy Stulecia Chiclany (Medalla Conmemorativa del Centenario de Chiclana)                                                                                                   |
|                                                                | Medal Pamiątkowy Stulecia Bitwy pod San Marcial (Medalla Conmemorativa del Centenario de la Batalla de San Marcial)                                                                     |
|                                                                | Medal Pamiątkowy Stulecia San Payo (Medalla Conmemorativa del Centenario de San Payo)                                                                                                   |
|                                                                | Medal Pamiątkowy Stulecia Oblężeń Gerony (Medalla Conmemorativa del Centenario de los Sitios de Gerona)                                                                                 |
|                                                                | Medal Pamiątkowy Stulecia Wojny Niepodległościowej (Medalla Conmemorativa del Centenario de la Guerra de la Independencia)                                                              |
|                                                                | Medal Pamiątkowy Obrony Cerviva (Medalla Conmemorativa de la Defensa de Cerviva) |
|                                                                | Medal Pamiątkowy Obrony Puigcerdy (Medalla Conmemorativa de la Defensa de Puigcerdá) |
|                                                                | Medal Pamiątkowy Obrony Vitorii 1813 (Medalla Conmemorativa de la Defensa de Vitoria 1813)                                                                                              |
|                                                                | Medal Pamiątkowy Obrony Arsenału w Carraca (Medalla Conmemorativa de la Defensa del Arsenal de la Carraca)                                                                              |
|                                                                | Medal Pamiątkowy Obrony Teruel (Medalla Conmemorativa de la Defensa de Teruel) |
|                                                                | Medal Pamiątkowy Obrony Chiclany 1811 (Medalla Conmemorativa de la Defensa de Chiclana 1811)                                                                                            |
|                                                                | Medal Pamiątkowy Wojny Karlistowskiej (Medalla Conmemorativa de la Guerra Carlista) |
|                                                                | Medal Pamiątkowy Oblężenia Bilbao (Medalla Conmemorativa del Sitio de Bilbao) |
|                                                                | Medal Pamiątkowy Bombardowania Callao (Medalla Conmemorativa del Bombardeo del Callao)                                                                                                  |
|                                                                | Medal Pamiątkowy Kampanii Północnej (Medalla Conmemorativa de la Campaña del Norte) |
|                                                                | Medal Pamiątkowy Kampanii Kubańskiej 1882 (Medalla Conmemorativa de la Campaña de Cuba 1882)                                                                                            |
|                                                                | Medal Pamiątkowy Kampanii Kubańskiej 1895-98 (Medalla Conmemorativa de la Campaña de Cuba 1895-98)                                                                                      |
|                                                                | Medal Pamiątkowy Kampanii Filipińskiej — „Ochotnikom Królewskim z Filipin” (Medalla Conmemorativa de Campaña de la Filipinas — „A los Voluntarios Reales de Filipinas“)                 |
|                                                                | Medal Pamiątkowy Kampanii Filipińskiej – „Kampania na Mindanao“ (Medalla Conmemorativa de la Campaña de Filipinas — „Campañas de Mindanao“)                                             |
|                                                                | Medal Pamiątkowy Kampanii Afrykańskiej – „Maroko" (Medalla Conmemorativa de la Campaña de Africa „Marruecos“)                                                                           |
|                                                                | Medal Pamiątkowy Kampanii Kubańskiej 1876 (Medalla Conmemorativa de la Campaña de Cuba 1876)                                                                                            |
|                                                                | Medal Pamiątkowy Kampanii Filipińskiej – „Armii Filipińskiej" (Medalla Conmemorativa de la Campaña de Filipinas — „Al Ejercito de Filipinas“)                                           |
|                                                                | Medal Pamiątkowy Kampanii Afrykańskiej — „Hiszpania i Afryka” (Medalla Conmemorativa de la Campaña de Africa — „España y Africa”)                                                       |
|                                                                | Medal Pamiątkowy Kampanii Afrykańskiej — „Kampania Rifeńska“ (Medalla Conmemorativa de la Campaña de Africa — „Campaña del Rif”) 1921-1926                                              |
|                                                                | Medal Bagur i Palamós 1810 (Medalla de Bagur y Palamós 1810) |
| Odznaczenia niepaństwowe                                       | |
|                                                                | Medal Pamiątkowy Obowiązkowej Służby Wojskowej (Medalla Conmemorativa del Servicio Militar Obligatorio) – 2003                                                                          |